# Número de Dottie

El número de Dottie es el único número punto fijo de la función coseno.

En matemática, el número de Dottie es una constante que es la única raíz real de la ecuación
{\displaystyle \cos x=x,}
donde el argumento del {\displaystyle \cos } está expresado en radianes. La expansión decimal del número de Dottie es {\displaystyle 0.739085...}.
Se puede demostrar trivialmente que la ecuación solo tiene una solución en el dominio real mediante el teorema del valor intermedio. Es el punto fijo simple de valor real de la función coseno, y es un ejemplo no trivial de un punto fijo de un atractor universal. Más aún, es un número trascendental y es consecuencia del teorema de Lindemann-Weierstrass. El caso más general {\displaystyle \cos z=z} para la variable compleja {\displaystyle z} tiene infinitas raíces, sin embargo, a diferencia del número de Dottie esas soluciones no son puntos fijos de atractor.
Usando la serie de Taylor de la inversa de {\displaystyle f(x)=\cos(x)-x} en {\displaystyle {\frac {\pi }{2}}} (o equivalentemente, el teorema de inversión de Lagrange), el número de Dottie se puede expresar como una serie infinita {\displaystyle {\frac {\pi }{2}}+\sum _{n\,\mathrm {impar} }a_{n}\pi ^{n}} donde cada {\displaystyle a_{n}} es un número racional definido para los impares n como
{\displaystyle {\begin{aligned}a_{n}&={\frac {1}{n!2^{n}}}\lim _{m\to {\frac {\pi }{2}}}{\frac {\partial ^{n-1}}{\partial m^{n-1}}}{\left({\frac {\cos m}{m-\pi /2}}-1\right)^{-n}}\\&=-{\frac {1}{4}},-{\frac {1}{768}},-{\frac {1}{61440}},-{\frac {43}{165150720}},\ldots \end{aligned}}}
El nombre de la constante viene originado por Samuel Kaplan (2007) y se refiere a una profesora de francés, la cual observó el número después de presionar repetidamente el botón coseno de su calculadora.